# هوگو لئوناردو پریرا ناسیمنتو
هوگو لئوناردو پریرا ناسیمنتو (به پرتغالی: Hugo Leonardo Pereira Nascimento) مدافع اهل برزیل است که در شهر ریودو ژانیرو و در تاریخ ۶ ژوئن ۱۹۸۷ به دنیا آمده‌است.
هوگو لئوناردو پریرا ناسیمنتو در تیم‌های فوتبال Clube de Novembro سابقهٔ حضور دارد.